# 翻录
翻录是指将音频CD、DVD和蓝光光盘中的数字内容（例如音频CD內的WAV或MP3格式的文件）複製到電腦上，且複製後的媒体和数据基本不會损坏。
当被翻录的光碟等不屬於公有领域，而翻录者又没有得到著作权人的许可时，这种翻录行为可能被视为侵犯著作权。